# Ненад Бокоњић
Ненад Бокоњић (Сарајево, 28. јул 1924 — Сарајево, 5. новембар 1991) био је српски неуропсихјатар и редовни професор.

## Биографија
У родном граду завршио је основну школу и гимназију. Дипломирао је 1951. на Медицинском факултету у Београду, а специјализацију из неуропсихијатрије завршио 1961. у Сарајеву. Супспецијализацију из неуропатофизиологије, из области електроенцефалографије (ЕЕГ), започео је у Загребу, а наставио у Копенхагену, гдје је послије трогодишњег усавршавања стекао ранг специјалисте за ЕЕГ.
Радом Зависност клиничког и електроенцефалографског опоравка послије аноксије од трајања nостаноксuчног бесвјесног стања хабилитовао се 1962. на Медицинском факултету у Сарајеву. Његову докторску дисертацију Stagnant Аnохiа and Саrbоn Monoxide Poisoning. А Clinical and Electroencephalographycal Study on Humans, коју је одбранио на Универзитету у Копенхагену, као монографију је публиковао часопис "Electroencephalography and Clinical Neurophysiology" (Amsterdam - London - New York, 1963. А Suplement No. 21). Под истим насловом штампана је и у америчкој Медицинској енциклопедији, послије чега је Бокоњић позван у Њујорк да ради код водећег америчког неурофизиолога, професора Ленокса. На Медицинском факултету у Сарајеву прошао је наставно-научна звања од асистента до редовног професора, а предавао је и на Правном факултету.
Држао је предавања по позиву на многобројним конгресима у земљи и иностранству. Основао је први кабинет за ЕЕГ у БиХ. Говорио је њемачки, француски, енглески и дански језик. Објавио је велики број радова из више области: аноксије мозга, интоксикације мепробаматом, инфективних болести, епилепсије и др. Био је члан многих домаћих и страних научних удружења. Његов рад (коаутор Ф. Бухтал) Postanoxic Unconsciousness as Related 10 Clinical and ЕЕС Recovery on Stagnant Аnохiа and Саrbоn Monoxide Poisoning штампан је као поглавље у књизи Cerebral Аnохiа and the Eleclroencephalogram објављеној 1961. у Спрингфилду.